# منکب ذی‌العنان
منکب ذی‌العِنان (شانه افسارگیر، شانه ارابه‌ران) یا بتا ارابه‌ران یک ستاره است که در صورت فلکی ارابه‌ران قرار دارد.